# Peter Melin
Peter Eric Melin, född 12 mars 1948 i Stockholm, död 13 februari 2008 i Malmö, var en svensk journalist och chefredaktör.
Efter att under ett par årtionden ha varit verksam som journalist vid Svenska Dagbladet blev Melin 1994 dess redaktionschef. År 2000 lämnade han den tjänsten för att bli chefredaktör och ansvarig utgivare för Kristianstadsbladet. År 2005 fick han samma befattning på Sydsvenska Dagbladet, samt blev styrelsemedlem av TT. Han avled oväntat i tjänsten 2008.
Melin tilldelades Olle Stenholm-priset för sina insatser inom pressetiken. Samma dag som Melin avled publicerade Sydsvenskan enligt hans beslut, som enda svenska tidning,  en av de danska så kallade Muhammedkarikatyrerna.
Melin var som ung engagerad både som utövare och ledare inom svensk friidrott. Han fanns med i ledningen för Spårvägens Idrottsförening och var en av de ursprungliga initiativtagarna och organisatörerna av Stockholm Marathon. Peter Melin är begravd på Österåkers kyrkogård.